# Paul Levart
Paul Levart, né en 1953, ingénieur à l'ONERA, est un ancien joueur de Scrabble qui a remporté le championnat du monde individuel en 1989.

## Scrabble
Il a participé aux championnats du monde à treize reprises, entre 1980 et 1992, remportant le Championnat du monde par paires en 1986 et 1988. C'est l'année suivante qu'il remporte l'épreuve individuelle, finissant en égalité avec Marc Treiber. Il est déclaré vainqueur après l'addition des places de chaque manche. 
En 1992, il remporte pour la troisième et dernière fois le championnat du monde par paires, la même année il prend sa retraite, ayant dépassé Michel Duguet pour la première place du classement mondial. Entre 1989 et 1992, il finit 4 fois dans les 5 premiers du championnat.
Sa meilleure performance aux championnats de France de Scrabble duplicate a été troisième en 1985.

### Palmarès
- Champion du monde (1989)[3]
- Champion du monde par paire
  - avec Michel Duguet (1986, 1988)
  - avec Guy De Bruyne (1992)
- Champion de France par paire
  - avec Michel Duguet (1987)
  - avec Franck Pluven (1989)

## Des chiffres et des lettres
Paul Levart a remporté dix victoires consécutives en 1984 aux émissions quotidiennes des Chiffres et des lettres. Il a ensuite été finaliste de la coupe des Champions à Monaco en 1985, puis finaliste la même année du Grand Tournoi à Nîmes.

## Questions pour un champion
Après un premier échec à Questions pour un champion en 1993, Paul Levart a remporté cinq victoires consécutives en 2001, assorties d'une cagnotte de 39.000 €. Il a ensuite été finaliste aux Masters de bronze de 2001 puis encore finaliste lors de la "petite finale" des Masters d'argent de 2002.

## Championnats d'orthographe
Paul Levart a participé au championnat de France d'orthographe puis aux Dicos d'or. Il accédé à la finale nationale à cinq reprises en 1995, 1999, 2002, 2004 et 2005. 
Comme senior amateur, il a remporté la dictée des Amériques en 2009.
Il a remporté le Timbre de bronze de la dictée des Timbrés de l'orthographe en 2011 puis le Timbre d'or en 2012.

## Ouvrages
- Dictionnaire Marabout du Scrabble,  (ISBN 978-2501003292)[4]

## Distinctions
- Médaille de l'Assemblée nationale, 2009[5]